# A10 (автомагистраль, Германия)
Автомагистраль A10 (нем. Bundesautobahn 10, сокр. Autobahn 10 или A10) — кольцевая автодорога Берлина. Известна также под названием Berliner Ring. Общая длина магистрали — 196 км.

## Маршрут
Нумерация километровых столбов идёт по часовой стрелке, начинаясь от перекрёстка с А11 (в Щецин) у города Панкеталь, развязка Барним. На 40 км дорога пересекает магистраль A12 (во Франкфурт-на-Одере), развязка Шпрее. На 54 км кольцо пересекается с A13 (в Дрезден) и A113 (в Берлин), развязка Шёнефельд. На 86 км пересекает дорогу A115 (в Берлин), развязка Нутеталь. На 98 км пересекается с A9 (в Лейпциг), развязка Потсдам. На 107 км пересекается с A2 (в Магдебург), развязка Вердер. На 155 км пересекает A24 (в Гамбург), развязка Хафельланд. На 167 км пересекает A111 (в Берлин), развязка Ораниенбург. На 185 км пересекается с A114 (в Берлин), развязка Панков. На 196 км замыкается.

## Галерея

Схема автобана A10
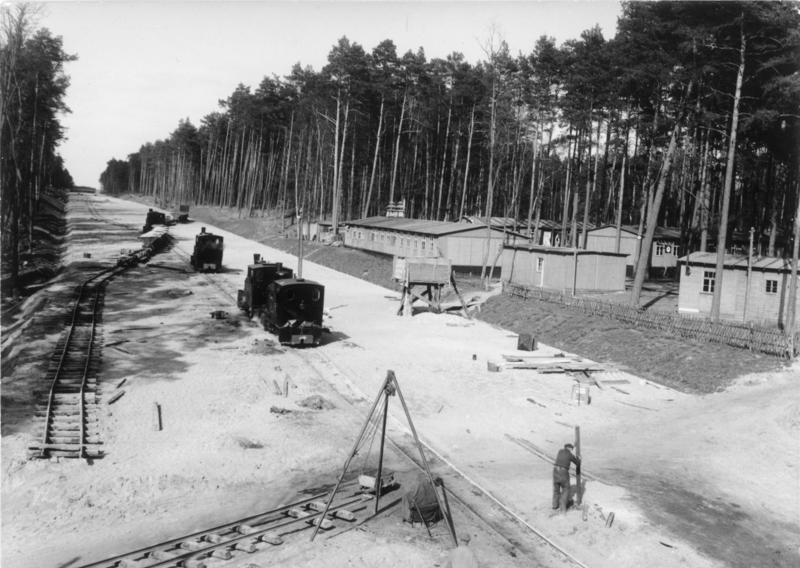
Строительство магистрали, 1936 год
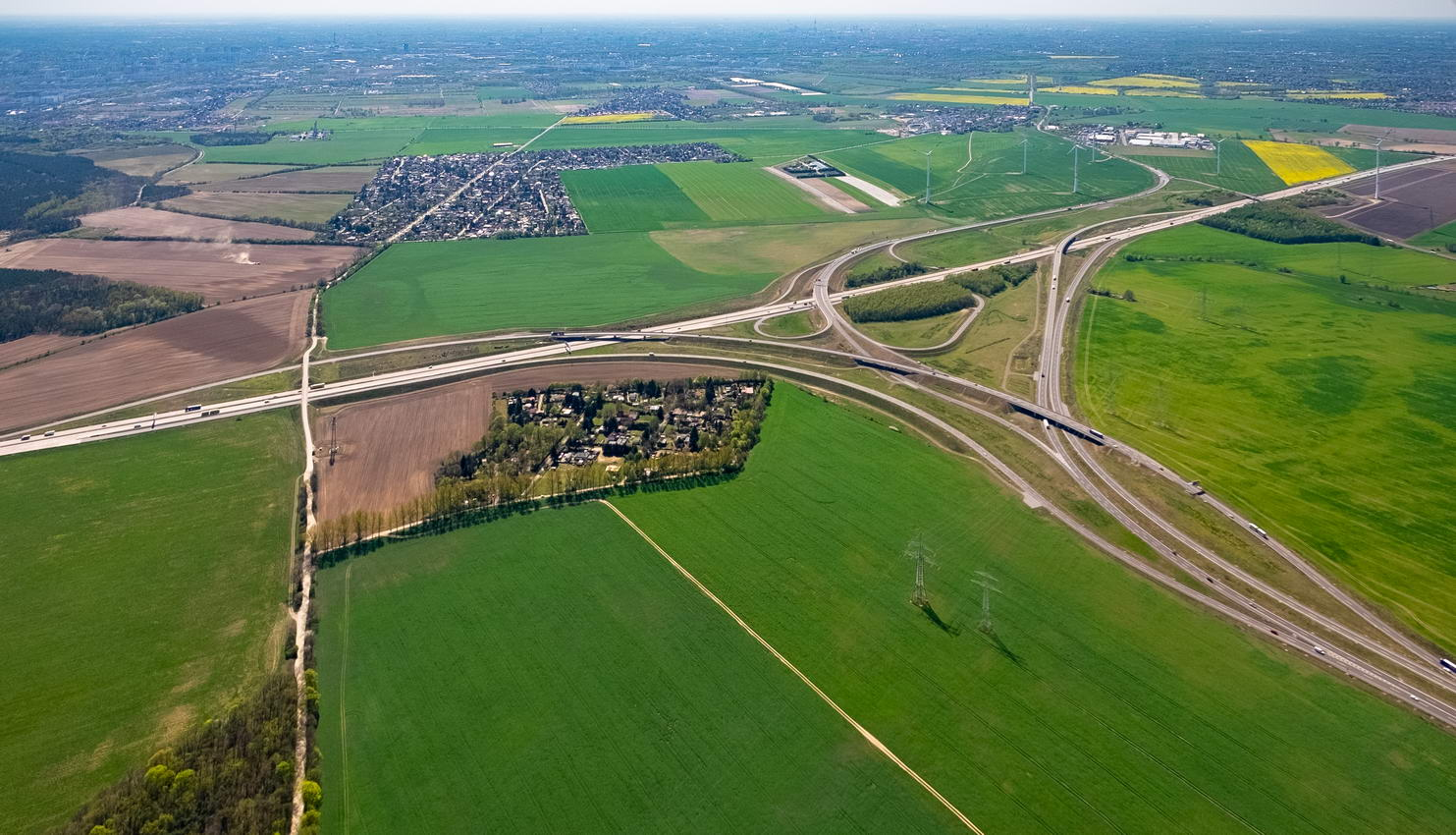
Нулевой километр магистрали, развязка Барним
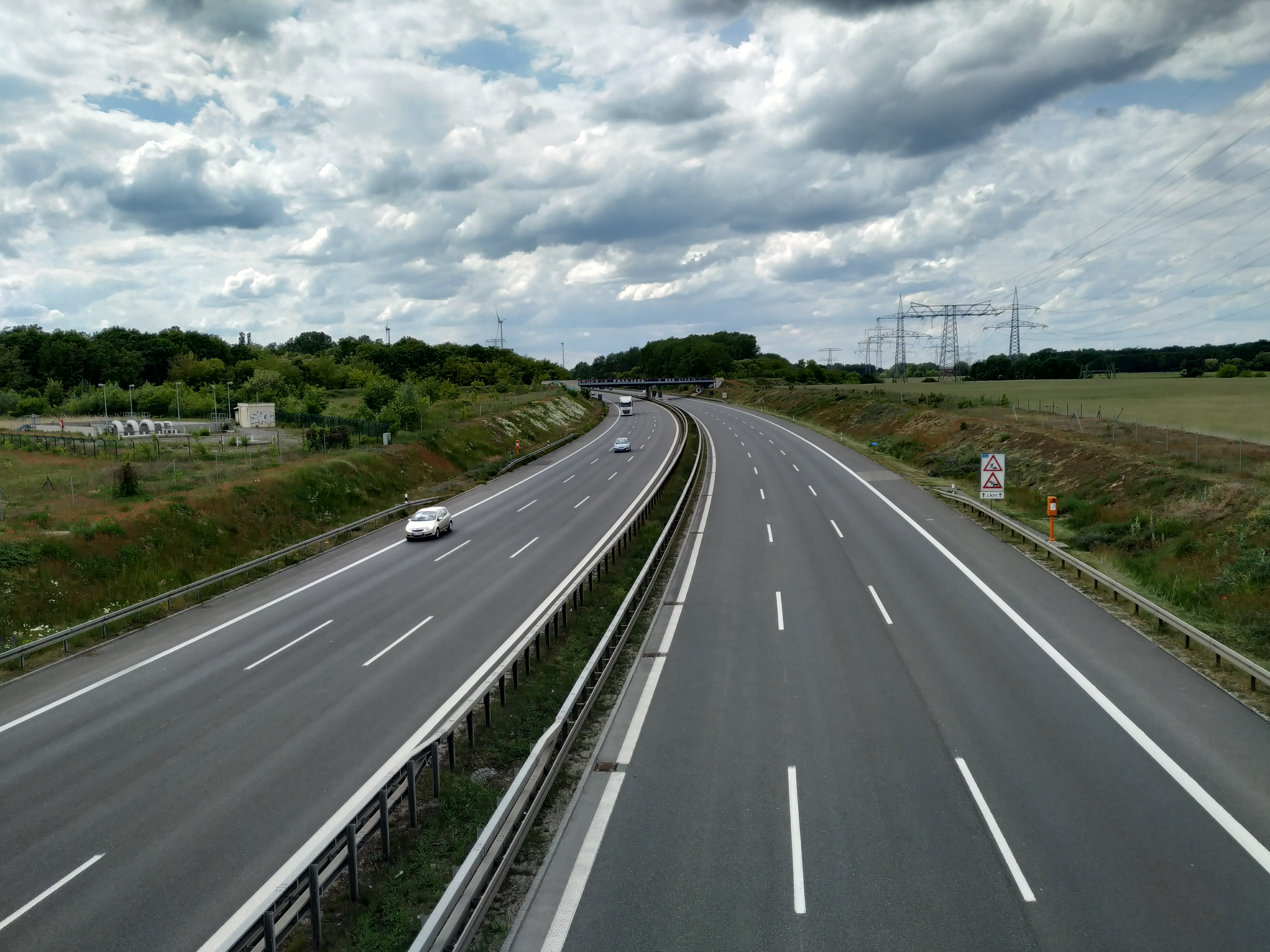
Автобан в Берлине